# Liste ouverte
 (août 2024).
La liste ouverte est une liste de candidats à une élection dont les électeurs peuvent modifier la composition ou l'ordre. Elle combine le scrutin de liste, puisque les candidats se présentent sur une liste, et le vote personnalisé, puisque les électeurs peuvent voter pour des candidats individuellement.
Elle s'oppose à la liste bloquée (ou liste fermée), dont les électeurs ne peuvent pas modifier la composition et l'ordre.

## Vote préférentiel

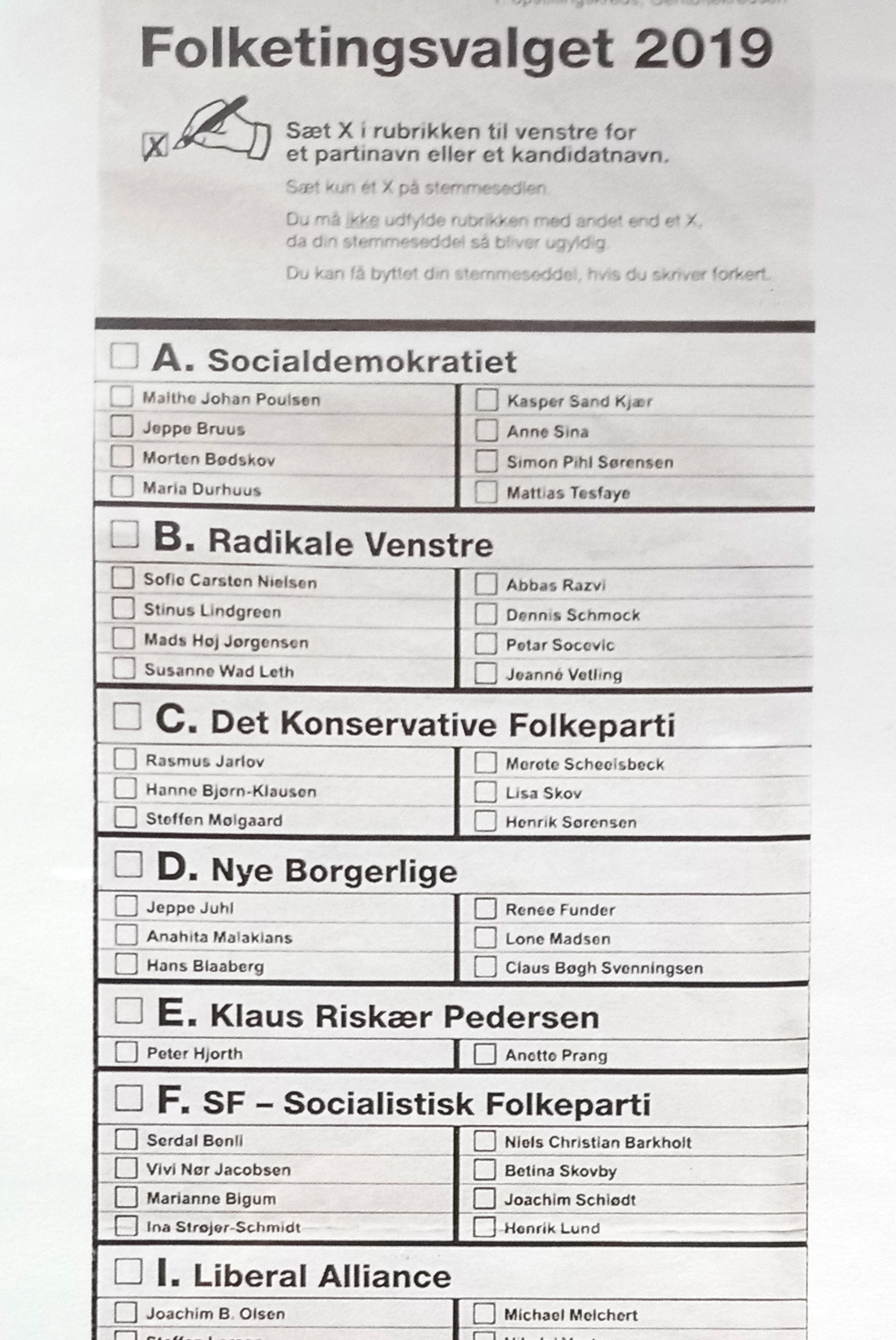
Bulletin de vote pour les élections législatives danoises de 2019. L'électeur peut voter pour la liste d'un parti et émettre en option une préférence pour un des candidats de ce parti en cochant la case avant le nom de ce candidat.

Avec le vote préférentiel, les électeurs peuvent modifier l'ordre des candidats sur une liste.
Les candidats peuvent se présenter sur une liste non ordonnée. Les électeurs votent pour une liste, puis expriment une préférence pour un ou plusieurs candidats de cette liste, en écrivant ou en cochant leur nom sur le bulletin de vote. Selon les modalités, le nombre de votes préférentiels peut être ou non limité. Les candidats élus sur chaque liste sont ceux qui ont obtenu le plus de préférence.
Alternativement, les candidats se présentent sur une liste pré-ordonnée. Les électeurs votent pour une liste, mais ils peuvent modifier l'ordre des candidats, qui est seulement proposé.

## Panachage

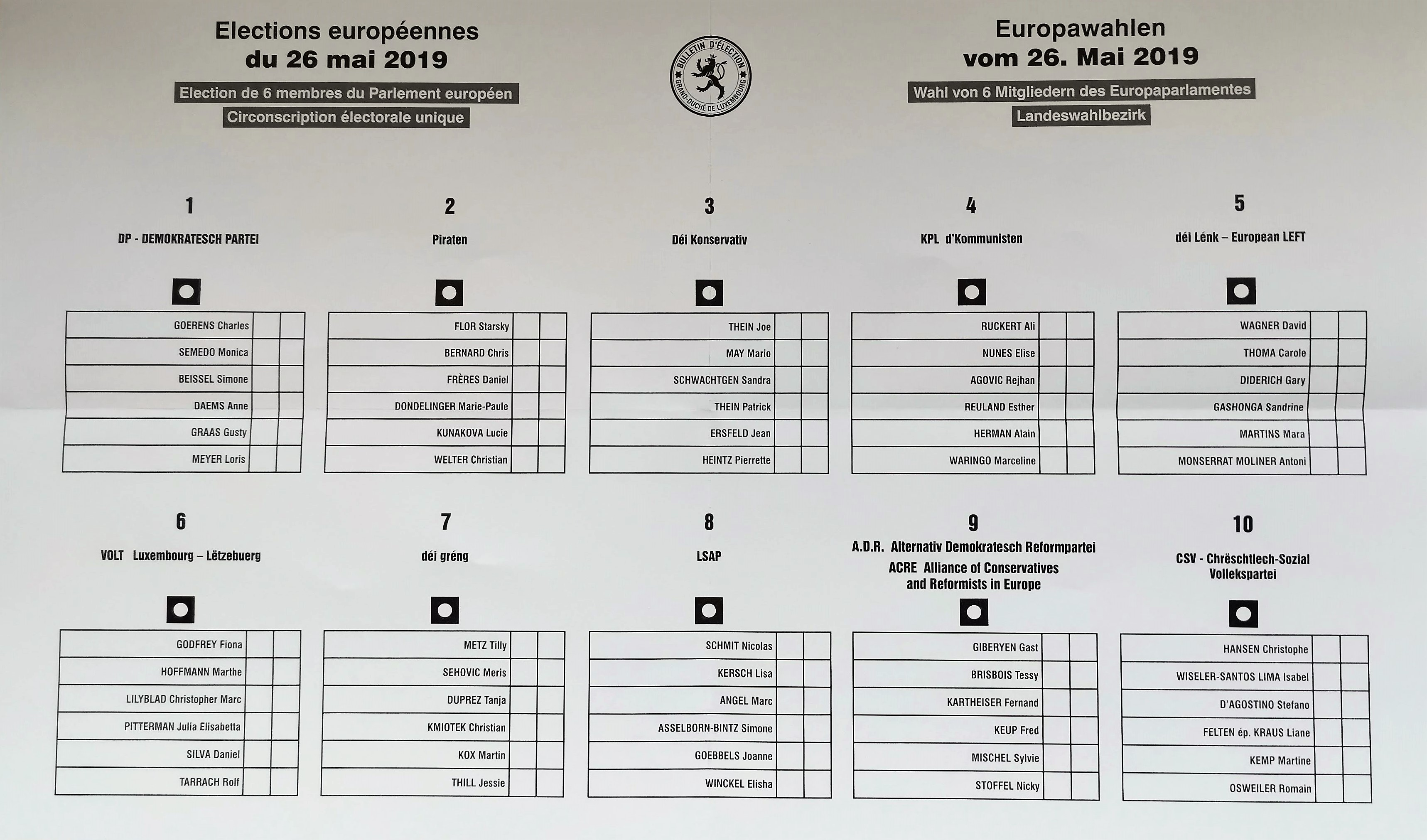
Bulletin de vote pour les élections européennes de 2019 au Luxembourg. Le panachage est permis : 6 votes, correspondant aux 6 sièges à pourvoir, peuvent être répartis entre les candidats en cochant les cases après leur nom. Jusqu'à 2 votes peuvent être donnés au même candidat.

Avec le panachage, les électeurs ont la possibilité composer leur propre liste en combinant les candidats de plusieurs listes, ou en modifiant une liste déjà constituée.
Les candidats se présentent sur une liste, mais des candidatures isolées peuvent être permises. Les électeurs peuvent voter pour une liste déjà constituée, ou composer et ordonner leur propre liste dans les limites fixées par les règles électorales. Ils peuvent rayer des noms sur une liste, voter pour des candidats de plusieurs listes, ou ajouter les noms de personnes extérieures. Les candidats ayant obtenu le plus de suffrages sont élus.